# Alonzo Church
Alonzo Church (Washington, 14 giugno 1903 – Hudson, 11 agosto 1995) è stato un matematico e logico statunitense.
Ha dato importanti contributi allo sviluppo della logica matematica e ai fondamenti dell'informatica teorica. Dimostrò per primo il cosiddetto paradosso della conoscibilità di Church-Fitch.

## Biografia
Nato a Washington D.C., ricevette un bachelor's degree all'Università di Princeton nel 1924 e un Ph.D. nel 1927. La tesi di dottorato (Alternatives to Zermelo's Assumption), che verteva sull'assioma della scelta, ebbe Oswald Veblen come relatore. Nel 1929 divenne professore di matematica a Princeton, posizione che occupò fino al 1967, quando si trasferì in California.
La sua meticolosità di insegnante era leggendaria. A tale proposito, il logico e filosofo J. Barkley Rosser, suo allievo, riferisce una frase che si tramandava nel dipartimento: "Era meticolosamente attento nelle sue lezioni. C'era una storia che circolava. Se Church dice che è ovvio, se ne sono accorti tutti da mezz'ora. Se Hermann Weyl dice che è ovvio, John Von Neumann può dimostrarlo. Se Solomon Lefschetz dice che è ovvio, allora è falso".
Questa meticolosità si rifletteva anche su altri comportamenti, in classe e fuori, nei quali esibiva un notevole grado di stranezza (anche se, come fa notare Gian-Carlo Rota, in misura non paragonabile a quella di altri logici di spicco, finiti perfino in manicomio per qualche tempo): prima di ogni lezione compiva un rito maniacale di cancellazione della lavagna, fino a far sparire accuratamente ogni minima macchia di gesso, in un'elaborata cerimonia che richiedeva una decina di minuti e a cui era per lui impossibile rinunciare, perfino quando i suoi studenti, per risparmiargli tempo e fatica, si provavano a fargliela trovare già perfettamente pulita a inizio lezione. In alcuni casi, il rituale della cancellazione era così complesso e approfondito da richiedere l'uso di acqua e sapone: in tal caso, si osservava una pausa aggiuntiva di un'altra decina di minuti, che trascorreva in un silenzio imbarazzante, in attesa che la lavagna asciugasse.
Fra le altre stranezze, ad esempio, le sue lezioni riflettevano parola per parola le dispense da lui vergate a mano (in un periodo di venti anni, le quali sono ora conservate nella biblioteca di Fine Hall), rendendolo nel tempo un manoscritto ormai ingiallito e maleodorante (e nonostante tutti quegli anni trascorsi, il manoscritto avrebbe atteso ancora 5 anni prima di essere da lui mandato in stampa, con il titolo Introduction to Mathematical Logic). Quando, durante la lezione, si sentiva in dovere di trasgredire il contenuto del manoscritto e uscire dal seminato, avvertiva sempre prima i suoi studenti della discrepanza tra testo scritto e lezione orale. Sentiva una tale esigenza di precisione che tutto quanto proferiva a voce durante la lezione veniva da lui scritto sulla lavagna parola per parola, con la grafia larga di qualcuno che si rivolga ad alunni di scuola elementare, rispettando rigorosamente punteggiatura e divisione in paragrafi delle dispense. Se poi gli capitava di dover riutilizzare un teorema già dimostrato in precedenza, con un semplice cambio di notazione,  Church manifestava una certa esitazione, prima di rivolgersi alla classe dicendo: "Potrei semplicemente dire 'allo stesso modo', ma farei meglio a dimostrarlo di nuovo".

### Lambda calcolo
Church è noto soprattutto per il lambda calcolo, da lui sviluppato nel famoso articolo del 1936 in cui mostra l'esistenza di un "problema indecidibile". Questo risultato precedette il famoso lavoro di Alan Turing sul problema della terminazione (o halting problem) che mostra l'esistenza di un problema irrisolvibile mediante un procedimento meccanico. Church e Turing mostrarono altresì che il lambda calcolo e la macchina di Turing, utilizzata dallo stesso Turing nel problema della fermata, sono equivalenti in capacità, e successivamente dimostrarono una varietà di "processi di computazione meccanica" alternativi aventi le medesime abilità computazionali. Questo risultato è chiamato la tesi di Church-Turing. Data la disputa su chi la propose per primo, è anche conosciuta con un nome che ne riflette la doppia attribuzione (Tesi di Church/Tesi di Turing). Sebbene i risultati siano gli stessi, la soluzione di Turing ha il grande vantaggio di andare diretta al cuore della questione ed essere estremamente più semplice.
Il lambda calcolo di Church influenzò la creazione del Lisp e della famiglia dei linguaggi per computer conosciuti in generale come linguaggi di programmazione funzionale. Il concetto di booleano di Church è così chiamato in suo onore.

### Allievi
Tra gli studenti di dottorato di Church figurano Alan Turing, Stephen Kleene, Raymond Smullyan, Martin Davis, David Kaplan, C. Anthony Anderson, George Alfred Barnard, J. Barkley Rosser, John George Kemeny, Leon Henkin, Michael Oser Rabin, Dana Scott, Peter Andrews, Simon Kochen, Hartley Rogers Jr. (si veda questo elenco).

## Opere
- Alonzo Church, Introduction to Mathematical Logic ISBN 0-691-02906-7